# Código SINPO

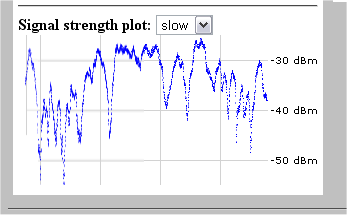
Gráfico de intensidade da perturbação (QSB) da Rádio China Internacional recebido na Itália em 9640 kHz na noite de 18 de janeiro de 2014

O Código SINPO foi idealizado por Gustav George Thiele, da Deutsche Welle, oficializado em 1948 pelo IRCC (International Radio Consulting Commitee), regulamentado em 1959 pela UIT (União Internacional de Telecomunicações)e adotado por quase todas as emissoras de rádio internacionais. É um conjunto de avaliações utilizadas pelos radioescutas e técnicos da radiodifusão para calcular a recepção de uma determinada emissora de rádio em sua base de escutas. Esta avaliação não é resultado de medição através de qualquer aparelho e sim pelo critério auditivo pessoal do radioescuta.Através de sua sensibilidade e senso crítico, ele determinará notas para os cinco tópicos (letras) avaliadores do sinal que está captando.

## Descrição
A palavra SINPO é um acrônimo para as seguintes palavras da língua inglesa:
S - Signal (Sinal)
A primeira letra indica a intensidade (potência) do sinal da emissora que chega até a localidade onde está o receptor, sendo interpretada pelo senso auditivo do radioescuta. Esse tópico é o de maior interesse das emissoras, pois elas podem avaliar como o seu sinal está sendo captado em diversos pontos do mundo. Os radioamadores e outros serviços a denominam como código QSA.
I - Interference (Interferência)
Esse segundo tópico se refere às interferências produzidas por emissoras próximas ou na mesma frequência, também conhecido como código QRM.Não podem ser levadas em conta as interferências causadas pela atmosfera, rede elétrica ou eletricidade estática.
N - Noise (Ruído)
A terceira letra faz menção aos ruídos que são transmitidos pelo espaço. Eles são classificados como ruídos de origem natural (relâmpagos e descargas atmosféricas) e de origem tecnológica, causados por aparelhos elétricos em funcionamento, propagandas luminosas, reatores de lâmpadas fluorescentes, dimmers, lâmpadas de LED, ignição de veículos, etc.
É um incômodo gerado em lugares muito próximos de onde estamos ouvindo. Existem muitas causas possíveis desse tipo de ruído, desde a mais simples máquina elétrica até lâmpadas fluorescentes, propagandas iluminadas, etc. Dores de cabeça causadas por cliques contínuos são frequentes se estiver usando fones de ouvido.É denominado como código QRN.Não se leva em consideração os ruídos produzidos na residência do radioescuta, por se tratarem de ocorrência local.
P - Propagation disturbance (Distúrbios da propagação)
O penúltimo tópico avalia a intensidade da perturbação (fading) do sinal da emissora que se manifesta no receptor, ou seja, o sinal se apresenta no rádio de forma bamboleante. É um fenômeno muito comum nas ondas curtase conhecido como código QSB
O - Overall merit (Avaliação entre os fatores)
A última letra do código é uma apreciação do conjunto dos quatro tópicos avaliados, também denominado como código QRK
Essas cinco letras fazem referência a um fator preponderante na qualidade da recepção das ondas sonoras pelo aparelho receptor.Portanto, o esquema de notas possui a seguinte leitura:
| Escala de classificação | S                  | I                                | N                 | P                                                      | O                                              |
| Escala de classificação | Signal (Sinal) QSA | Interference (Interferência) QRM | Noise (Ruído) QRN | Propagation disturbance (Distúrbios da propagação) QSB | Overall merit (Avaliação entre os fatores) QRK |
| Escala de classificação |                    | Efeito degradante                | Efeito degradante | Efeito degradante                                      |                                                |
| ----------------------- | ------------------ | -------------------------------- | ----------------- | ------------------------------------------------------ | ---------------------------------------------- |
| 5                       | Excelente          | Nenhuma                          | Nenhum            | Nenhuma                                                | Excelente                                      |
| 4                       | Muito bom          | Leve                             | Leve              | Leve                                                   | Muito bom                                      |
| 3                       | Justo              | Moderada                         | Moderado          | Moderada                                               | Justo                                          |
| 2                       | Fraco              | Severa                           | Severo            | Severa                                                 | Fraco                                          |
| 1                       | Quase inaudível    | Extrema                          | Extremo           | Extrema                                                | Quase inaudível                                |

Cada uma das letras acompanha uma nota de 1 a 5, sendo o número mais baixo correspondente à pior condição e 5 para a melhor condição possível.
Muitos radioescutas interpretam o código incorretamente e avaliam tudo como 55555, 51111, 15555 ou 11111 (esta última avaliação significa condição extrema e recepção quase inaudível), quando, na realidade, os extremos 55555 e 11111 são bastante incomuns. '55555' significa essencialmente recepção perfeita semelhante a uma estação local, embora isso seja ocasionalmente possível; quando se trata de recepção de ondas curtas de longa distância, quase nunca é o caso. A nota de avaliação da última letra O nunca pode ser maior do que a menor das quatro notas anteriores, devendo ser menor ou igual. Por exemplo, o radioescuta avaliou uma emissão do Japão para o Brasil com o SINPO de 55445, o que é incorreto, quando o certo seria um SINPO de 55444 (sinal excelente, nenhuma interferência, ruído leve, distúrbio leve e avaliação muito boa).Para os tópicos não avaliados, utiliza-se a letra X em vez de um número. Exemplo: 45X44. 
O Código SINPO é de grande valia para o setor técnico das emissoras de rádio. Fornece em conjunto com a coordenada geográfica e o tipo de equipamento e antena utilizados, condições para se avaliar a transmissão de forma específica para determinada localidade.
Através do envio regular destes parâmetros para as emissoras, o ouvinte contribui com a manutenção do sinal e sua consequente melhoria.